# Herrschaft Rheda

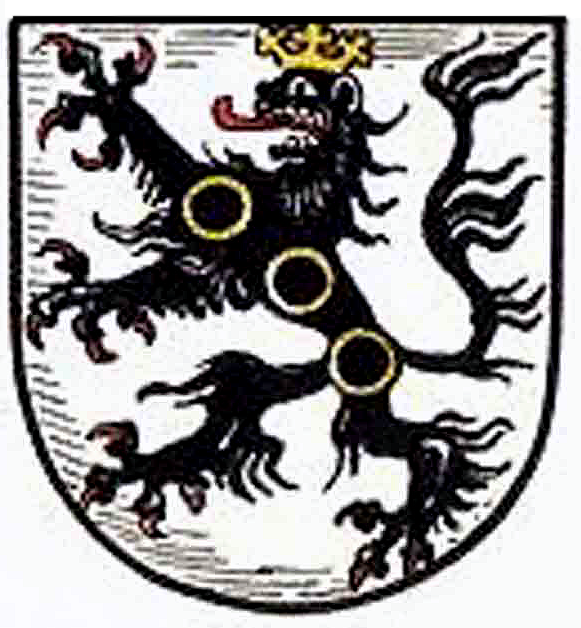
Wappen der Herrschaft Rheda

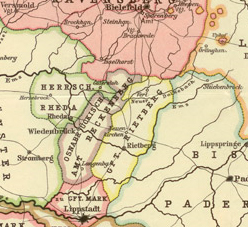
Gebiet der Herrschaft Rheda (mittig, grün umrandet), 1797

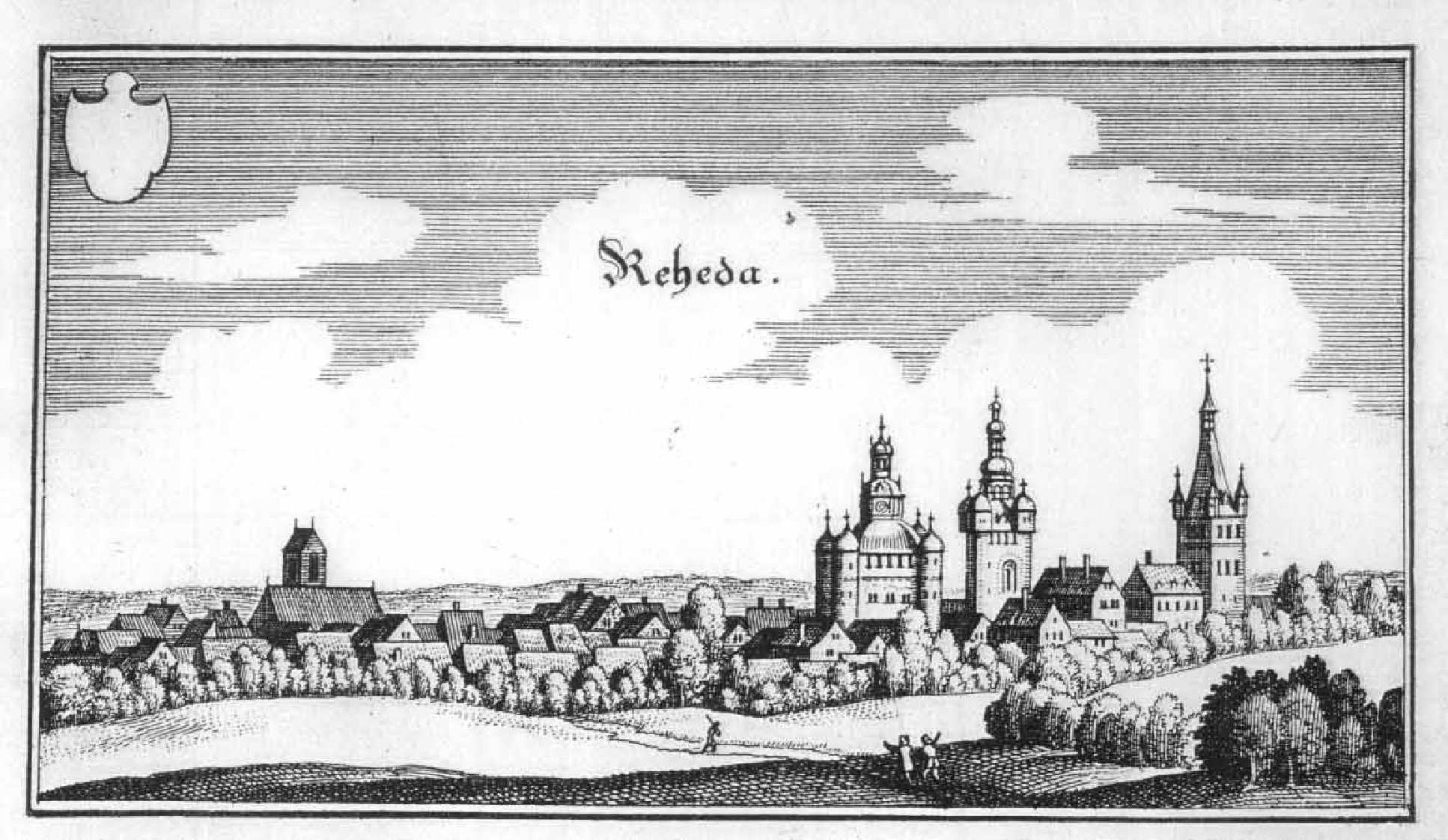
Rheda im 17. Jahrhundert

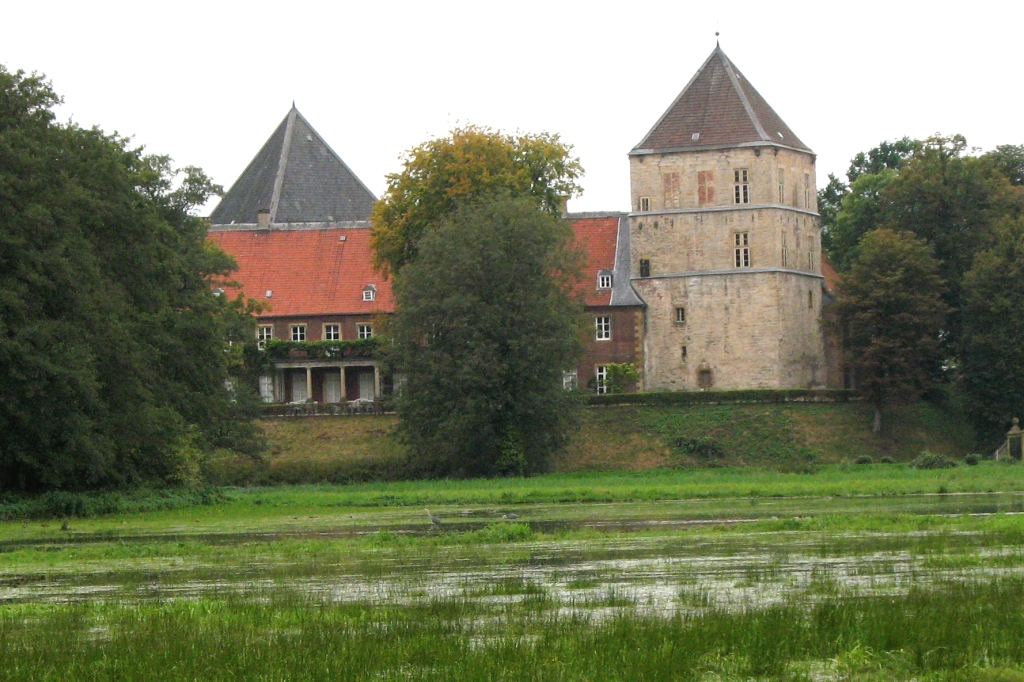
Das Schloss Rheda

Die Herrschaft Rheda war ein Territorium des Heiligen Römischen Reichs im Niederrheinisch-Westfälischen Reichskreis. Zu der Herrschaft gehörten unter anderem die Stadt Rheda sowie die Orte Clarholz, Gütersloh, Herzebrock und Lette.

## Geschichte
Die Herrschaft geht auf das Freigericht Rheda mit Vogteirechten an den Klöstern Liesborn und Freckenhorst zurück, die um 1170 in den Händen des Widukind von Rheda lagen. Widukind errichtete am Emsübergang zwischen Münster und Paderborn eine Wasserburg, das heutige Schloss Rheda.
Nach dem Tod Widukinds auf dem Kreuzzug Barbarossas kam die Herrschaft nach 1190 an die Edelherren zu Lippe unter Bernhard II. zur Lippe. Bernhards Nachfolger Hermann II. baute die Burg Rheda zu einer der größten Burgen Norddeutschlands aus. Zugleich verlegte er den Sitz der Freiherren zur Lippe von Lippstadt nach Rheda.
Nach dem Tod Simon I. zur Lippe 1344 kam Rheda in der Zweiten Lippischen Teilung an Bernhard V. zur Lippe. Nach dessen söhnelosen Tod 1364 entstand eine Fehde zwischen dem eigentlichen Erben Simon III. zur Lippe sowie Bernhards Schwiegersohn Otto VI. von Tecklenburg, der sich der Herrschaft bemächtigte. Die Fehde wurde erst 1491 durch Zahlung einer Geldsumme endgültig beigelegt, die Herrschaft Rheda blieb bereits unter Otto unter der Herrschaft der Tecklenburger.
Im Jahr 1527 führte der letzte tecklenburgische Graf Konrad in der Herrschaft die Reformation ein. Sie blieb bis 1557 tecklenburgisch und kam 1557 als Erbe an die Grafen von Bentheim. 1565 gewannen die Grafen von Bentheim nach einem jahrelangen Grenzstreit mit dem Hochstift Osnabrück durch den Bielefelder Rezess auch die Herrschaft über Gütersloh. 1588 wurde von den Grafen von Bentheim in der Stadt Rheda das reformierte Bekenntnis eingeführt, Gütersloh blieb lutherisch, Clarholz und Herzebrock katholisch. 1609 fiel die Herrschaft Rheda bei der Erbteilung der Grafschaft Bentheim an die Linie Bentheim-Tecklenburg.
Unter Napoleon fiel die Herrschaft Rheda 1808 an das Großherzogtum Berg und bildete dort den Kanton Rheda im Ruhrdepartement. Nach dem Zusammenbruch der napoleonischen Herrschaft wurde Graf Emil Friedrich nicht wieder in seine Rechte eingesetzt. Auf dem Wiener Kongress wurde die Herrschaft Rheda 1815 dem Königreich Preußen zugeschlagen und 1816 wurde sie in den Kreis Wiedenbrück der Provinz Westfalen eingegliedert.
Das Haus Bentheim-Tecklenburg behielt auch nach der Aufhebung der Landeshoheit noch wichtige hoheitliche Funktionen und Rechte. Ihm unterstanden als Standesherr Gerichtsbarkeit, Polizei, Kirchen- und Schulaufsicht. 1817 wurde Graf Emil Friedrich I. in den erblichen Fürstenstand erhoben.

## Gliederung
Zu den fünf Kirchspielen in der Herrschaft Rheda gehörten eine Stadt, drei Dörfer, fünfzehn Bauerschaften, zwei Klöster und ein adliges Gut:
- Das Kirchspiel Clarholz umfasste die Bauerschaften Clarholz und Heerde sowie das Kloster Clarholz.
- Das Kirchspiel Gütersloh umfasste das Dorf Gütersloh sowie die Bauerschaften Blankenhagen, Nordhorn, Pavenstädt und Sundern.[2]
- Das Kirchspiel Herzebrock umfasste das Dorf Herzebrock, die Bauerschaften Bredeck, Brock, Groppel, Herzebrock, Pixel und Quenhorn sowie das Kloster Herzebrock.
- Das Kirchspiel Lette umfasste das Dorf und die Bauerschaft Lette.
- Das Kirchspiel Rheda umfasste die Stadt Rheda, die Bauerschaften Ems und Nordrheda sowie das adlige Gut Bosfeld.

## Herren zu Rheda
- Widukind von Rheda

### Haus Lippe
- nach 1190–1196: Bernhard II. zur Lippe
- 1196–1229: Hermann II. zur Lippe
- 1230–1265: Bernhard III. zur Lippe
- 1265–1273: Hermann III. zur Lippe
- 1265–1275: Bernhard IV. zur Lippe
- 1273–1344: Simon I. zur Lippe
- 1344–1364: Bernhard V. zur Lippe
- Simon III. zur Lippe

### Haus Tecklenburg
- Liste der Grafen von Tecklenburg, die seit 1364 gleichzeitig Herren von Rheda waren.

## Archive
Das Territorialarchiv der Herrschaft Rheda mit Urkunden von 1278 bis ins 20. Jahrhundert befindet sich im Archiv des Fürsten von Bentheim-Tecklenburg auf Schloss Rheda.